# Somerville College w Oksfordzie
Somerville College – jedno z kolegiów wchodzących w skład University of Oxford, założone w 1879 jako hall (quasi-kolegium o nieco niższym statusie), zaś od 1894 będącego pełnoprawnym kolegium oksfordzkim. Pierwotnie zarówno studentkami, jak i członkiniami kadry naukowej kolegium mogły być wyłącznie kobiety. Koedukacja wśród kadry została wprowadzona w 1993, a wśród studentów rok później. Patronką kolegium, od której czerpie ono nazwę, jest szkocka matematyczka Mary Somerville. 
Według stanu na sierpień 2012, kolegium liczy ok. 500 studentów, w tym 400 słuchaczy studiów licencjackich oraz 100 magistrantów i doktorantów. Od 2010 na jego czele stoi historyczka dr Alice Prochaska. 

## Znane absolwentki
- Goga Aszkenazi
- A.S. Byatt – pisarka
- Maria Antonina Czaplicka
- Valerie Davies – arachnolog
- Philippa Foot – filozofka
- Indira Gandhi – była premier Indii
- Frances Hardinge – pisarka
- Dorothy Crowfoot Hodgkin – chemiczka, laureatka Nagrody Nobla
- Margaret Jay – polityk
- Kathleen Kenyon – archeolożka
- Emma Kirkby – śpiewaczka
- Nicole Krauss – pisarka
- Iris Murdoch – pisarka
- Dorothy L. Sayers – pisarka i tłumaczka
- Cornelia Sorabji – pisarka i działaczka społeczna
- Margaret Thatcher – polityk, pierwsza kobieta na stanowisku premiera Wielkiej Brytanii
- Shirley Williams – polityk